# Frank Ferrer
Frank Ferrer (n. 25 de marzo de 1966) es un baterista de rock y músico de sesión estadounidense, exmiembro de la banda Guns N’ Roses. Ferrer fue criado en Nueva York por padres cubanos. En octubre de 2006, Ferrer se convirtió en un miembro oficial de la banda estadounidense de hard rock Guns N' Roses, después de servir como sustituto al baterista de la banda Bryan Mantia en varias ocasiones durante la gira de la banda por Europa en el verano de 2006. Ferrer es también miembro de The Psychedelic Furs, así como un exmiembro de Love Spit Love. Ha grabado y trabajado con varios músicos de alto perfil incluyendo The Beautiful, Robi Draco Rosa, y Sarah Clifford.
Con Guns N' Roses trabajó en el último álbum de estudio Chinese Democracy. Algunos ejemplos de canciones en las que toca son I.R.S., There Was A Time o Chinese Democracy (parte de esta última fue compuesta por Josh Freese, que es otro baterista que estuvo en Guns N' Roses antes que Ferrer, aunque posteriormente para el lanzamiento del álbum fue regrabada en estudio por Frank Ferrer).
En marzo de 2025, tras 19 años con Guns N' Roses, Ferrer anunció su salida de la banda. A través de un mensaje en redes sociales, expresó su gratitud hacia Axl Rose, el equipo y los fanáticos, destacando que su tiempo en la banda le brindó "recuerdos y experiencias que han cambiado mi vida" . Su último concierto con la agrupación fue el 5 de noviembre de 2023 en México.
- Datos: Q516730
- Multimedia: Frank Ferrer / Q516730